# اتحاد المحامين العرب
اتحاد المحامين العرب منظمة عربية دولية غير حكومية تأسست عام 1944، مقرها الدائم القاهرة. يشغل النقيب المكاوي بنعيسى منصب الأمين العام.

## الهيكل التنظيمي.
تتكون بشكل أساسي من جمعيات ونقابات المحامين المنتخبة في الوطن العربي. لها صفة استشارية لدى المجلس الاقتصادي والاجتماعي في الأمم المتحدة ومنظمة اليونسكو، اللجنة الإفريقية لحقوق الإنسان والشعوب صفة مراقب، المنظمة العربية
للتربية والثقافة والعلوم صفة مراقب، الاتحاد الإفريقي صفة مراقب، عضو مراقب في المجلس الاقتصادي والاجتماعي جامعة الدول العربية ، عضو في نقابة محامي المحكمة الجنائية الدولية، عضو في الاتحاد الدولي للمحامين بفرنسا UIA، التحالف (الكونسورتيم) الدولي للمساعدة القانونية ILAC.

## روابط خارجية
- موقع اتحاد المحامين العرب www.alu1944.org